# سهوة (حضرموت)
سهوه هي إحدى قرى الجمهورية اليمنية. تتبع جغرافيا لمحافظة حضرموت و إداريًا لمديرية رخية. يبلغ تعداد سكانها 1007 نسمة حسب الإحصاء الذي أجري عام 2004.